# Hanne Sørvaag

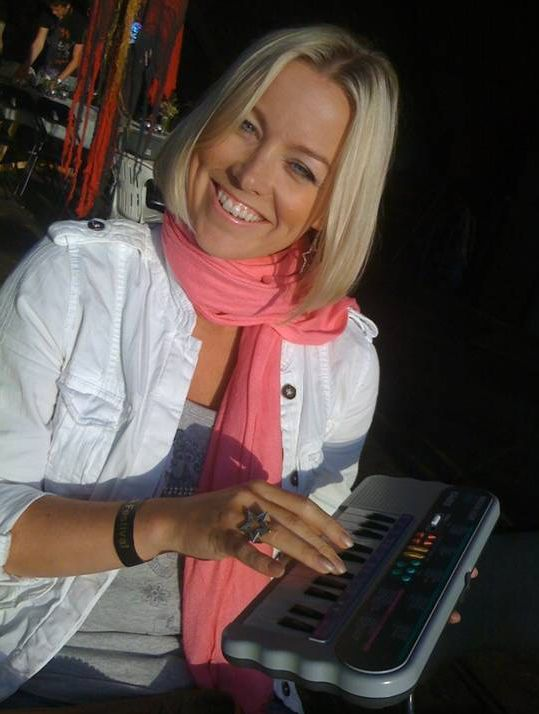
Hanne Sørvaag

Hanne Margrethe Fredriksen Sørvaag (geboren am 27. Dezember 1979 in Stavanger) ist eine norwegische Singer-Songwriterin. Viele Jahre lang lebte sie in Stockholm, Schweden, und komponierte über Universal Music Publishing Group hauptsächlich für andere Künstler. Heute arbeitet sie in Oslo, Norwegen, und hat eine Karriere als Sängerin und Musikerin.
Unter dem Künstlernamen Paris veröffentlichte sie 2002 ihr erstes Album You Know Me (Sony/Columbia), mit dem sie in Norwegen drei Radiohits landete. Ihr zweites Album, Talk of the Town (Diamond Road Music), wurde 2006 unter ihrem eigenen Namen veröffentlicht. Die erste Single aus dem Album war I Don't Feel a Thing.
Neben ihrer Karriere als Sängerin ist sie auch als Songschreiberin für andere Künstler erfolgreich, wie z. B. My Destiny (gemeinsam mit Tim Baxter und Harry Sommerdahl geschrieben), das von Katharine McPhee im Finale von American Idol 2006 gesungen wurde. Mehrere andere internationale und norwegische Künstler haben ihre Lieder interpretiert. Sie nennt oft Sheryl Crow als einen wichtigen Einfluss auf ihre Musik.
Im Jahr 2012 veröffentlichte sie ein Album mit ihren eigenen Versionen von Songs, die sie für andere Künstler geschrieben hatte, Cover me. In Norwegen war dies ihr bisher erfolgreichstes Album, das es in die Top 10 der nationalen Charts schaffte.
Im Jahr 2012 zog sie nach Kopenhagen, Dänemark, und lebt derzeit dort.

## Eurovision
Im März 2008 gewann der von Hanne und den dänischen Songwritern Thomas Troelsen und Remee komponierte Song Disappear die deutsche Vorauswahl für den Eurovision Song Contest 2008, gesungen von No Angels. Damit vertrat der Song Deutschland im Eurovisionsfinale in Belgrad am 24. Mai 2008. Es war nicht das erste Mal, dass sie am Eurovision Song Contest teilnahm, da sie auch den Song You've Got a Hold On Me mitgeschrieben hatte, der von Linda Kvam beim norwegischen Melodi Grand Prix 2003 gesungen wurde.

## Eurovision 2010
Die norwegischen und georgischen Beiträge für den Eurovision Song Contest 2010 wurden beide von Hanne Sørvaag mitgeschrieben.
Sie und Fredrik Kempe schrieben den norwegischen Beitrag My Heart Is Yours (gesungen von Didrik Solli-Tangen), der sich direkt für das große Finale qualifizierte und dort den 20. Platz belegte.
Zusammen mit Harry Sommerdahl und Christian Leuzzi schrieb Sørvaag auch den georgischen Beitrag Shine, der von Sopo Nischaradse gesungen wurde.
Der georgische Beitrag belegte im zweiten Halbfinale den dritten Platz und qualifizierte sich damit für das große Finale, wo er den neunten Platz belegte – Georgiens erstes Top-10-Ergebnis beim Wettbewerb.
Sørvaag komponierte Twilight für Soraya Arnelas, die Spanien beim Eurovision Song Contest 2009 vertrat.

## Melodi Grand Prix 2011
Sie nahm am Melodi Grand Prix 2011 mit zwei Liedern teil, You're Like a Melody, das von ihr geschrieben und gesungen wurde, und Guns & Boys, das von ihr mitgeschrieben und von Carina Dahl gesungen wurde.

## Beiträge zum Eurovision Song Contest
- "Disappear" von No Angels, Deutschland, (Eurovision Song Contest 2008), Platz 23
- "My Heart Is Yours" von Didrik Solli-Tangen, Norwegen, (Eurovision Song Contest 2010), Platz 20
- "Shine" von Sopo Nischaradse, Georgien, (Eurovision Song Contest 2010), Platz 9

## Beiträge zu den nationalen Vorentscheidungen für den Eurovision
- "You've Got a Hold On Me" von Linda Kvam (Norwegen 2003), Platz 5
- "Tricky" von Velvet Inc. (Norwegen 2009)
- "Do It Again" von Foxy (Norwegen 2009)
- "You're Like a Melody" von Hanne Sørvaag (Norwegen 2011)
- "Guns & Boys" von Carina Dahl (Norwegen 2011)
- "Make It Better" von Tommy Fredvang (Norwegen 2012)

## Diskografie

### Alben
- 2002: You Know Me
- 2006: Talk of the Town

| Jahr | Titel            | Höchstplatzierung, Gesamtwochen, AuszeichnungChartsChartplatzierungen (Jahr, Titel, Platzierungen, Wochen, Auszeichnungen, Anmerkungen) | Anmerkungen                            |
| Jahr | Titel            | NO | Anmerkungen                            |
| ---- | ---------------- | --- | -------------------------------------- |
| 2011 | Cover Me         | NO9 (2 Wo.)NO |                                        |
| 2012 | All Is Forgiven  | NO14 (5 Wo.)NO | Erstveröffentlichung: 9. November 2012 |
| 2013 | Christmas Lights | NO40 (1 Wo.)NO | Erstveröffentlichung: November 2013    |

### Singles
- 2017: God morgen, min kjære (NO: Gold)[8]